# Takoví normální zabijáci
Takoví normální zabijáci (v anglickém originále Natural Born Killers) je americký film z roku 1994, jehož režisérem byl Oliver Stone. Autorem původního scénáře byl Quentin Tarantino. Jeho verze však nakonec použita nebyla, nejprve ji přepracoval David Veloz a později Richard Rutowski s Oliverem Stonem. Hlavní roli vraha Mickeyho Knoxe hrál Woody Harrelson, v dalších rolích se zde představili například Juliette Lewisová, Robert Downey Jr. a Tommy Lee Jones. Na soundtracku k filmu se nachází písně od mnoha hudebníků, mezi něž patří například Leonard Cohen, Patti Smith, Bob Dylan nebo skupina Nine Inch Nails.
Film je obviňován, že inspiroval své obdivovatele k řadě vražd a masakrů, včetně masakru na Columbine High School.